# Neuseeländische Cricket-Nationalmannschaft in Bangladesch in der Saison 2013/14
Die Tour der neuseeländischen Cricket-Nationalmannschaft nach Bangladesch in der Saison 2013/14 fand vom 4. Oktober bis zum 6. November 2013 statt. Die internationale Cricket-Tour war Bestandteil der Internationalen Cricket-Saison 2013/14 und umfasste zwei Tests, drei ODIs und ein Twenty20. Bangladesch gewann die ODI-Serie 3-0, während Neuseeland das Twenty20 gewann. Die Testserie ging 0-0 aus, da beide Spiele in einem Remis endeten. Die Tests waren Bestandteil der ICC Test Championship, die ODIs Bestandteil der ICC ODI Championship und die Twenty20s Teil der ICC T20I Championship.

## Vorgeschichte
Neuseeland und Bangladesch hatten die letzte Tour 2010 in Bangladesch ausgetragen, bei der Bangladesch überraschend einen 4–0 Seriengewinn im ODI erreichte. Auf Grund von Bauarbeiten wurde das Twenty20 vom Sylhet Stadium ins Sher-e-Bangla National Cricket Stadium verlegt.

## Stadien
Die folgenden Stadien wurden für die Tour als Austragungsort vorgesehen und am 12. Mai 2013 bekanntgegeben.
| Stadt      | Stadion                                | Kapazität | Spiele                      |
| ---------- | -------------------------------------- | --------- | --------------------------- |
| Chittagong | Chittagong Divisional Stadium          | 20.000    | 1. Test                     |
| Dhaka      | Sher-e-Bangla National Cricket Stadium | 26.000    | 2. Test; 1.–2. ODI; 1. Test |
| Fatullah   | Fatullah Osmani Stadium                | 25.000    | 3. ODI                      |

## Kaderlisten
Neuseeland benannte seinen Test-Kader am 6. September, und sein Limited-Overs-Team am 16. September 2013. Bangladesch benannte sein Test-Team am 2. Oktober, das ODI-Team am 23. Oktober.
| Test | Test | ODI | ODI | Twenty20 | Twenty20 |
| Bangladesch | Neuseeland | Bangladesch | Neuseeland | Bangladesch | Neuseeland |
| --- | --- | --- | --- | --- | --- |
| - Mushfiqur Rahim (K) - Abdur Razzak - Al-Amin Hossain - Anamul Haque (wk) - Mahmudullah - Marshall Ayub - Mominul Haque - Naeem Islam - Nasir Hossain - Robiul Islam - Rubel Hossain - Shakib Al Hasan - Sohag Gazi - Tamim Iqbal | - Brendon McCullum (K) - Corey Anderson - Trent Boult - Doug Bracewell - Dean Brownlie - Peter Fulton - Mark Gillespie - Tom Latham (wk) - Bruce Martin - Hamish Rutherford - Ish Sodhi - Ross Taylor - Neil Wagner - BJ Watling (wk) - Kane Williamson | - Mushfiqur Rahim (K) - Abdur Razzak - Anamul Haque (wk) - Elias Sunny - Mahmudullah - Mashrafe Mortaza - Mominul Haque - Naeem Islam - Nasir Hossain - Rubel Hossain - Shafiul Islam - Shakib Al Hasan - Sohag Gazi - Shamsur Rahman - Tamim Iqbal - Ziaur Rahman | - Brendon McCullum (K) - Corey Anderson - Anton Devcich - Grant Elliott - Tom Latham (wk) - Mitchell McClenaghan - Nathan McCullum - Kyle Mills - Adam Milne - Colin Munro - Jimmy Neesham - Hamish Rutherford - Tim Southee - Ross Taylor - Kane Williamson | - Mushfiqur Rahim (K) - Abdur Razzak - Al-Amin Hossain - Anamul Haque (wk) - Mahmudullah - Mashrafe Mortaza - Mominul Haque - Naeem Islam - Nasir Hossain - Rubel Hossain - Shamsur Rahman - Sohag Gazi - Soumya Sarkar - Tamim Iqbal - Ziaur Rahman | - Brendon McCullum (K) - Corey Anderson - Anton Devcich - Grant Elliott - Tom Latham (wk) - Mitchell McClenaghan - Nathan McCullum - Kyle Mills - Adam Milne - Colin Munro - Jimmy Neesham - Hamish Rutherford - Tim Southee - Ross Taylor - Kane Williamson |

## Tour Match
| 4. – 6. Oktober Scorecard | Chittagong | Bangladesh Cricket Board XI | – | New Zealanders |
|                           |            | Spiel abgesagt              |   |                |

## Tests

### Erster Test in Chittagong
| 9. – 13. Oktober Scorecard | Chittagong | Neuseeland 469 (157.1) & 287-7d (48.2) | – | Bangladesch 501 (148.5) & 173-3 (48.2) |
|                            |            | Remis                                  |   |                                        |

### Zweiter Test in Dhaka
| 21. – 25. Oktober Scorecard | Dhaka | Bangladesch 282 (74.5) & 269-3 (89) | – | Neuseeland 437 (140) |
|                             |       | Remis                               |   |                      |

## One-Day Internationals

### Erstes ODI in Dhaka
| 29. Oktober Scorecard | Dhaka | Bangladesch 265 (49.5)                       | – | Neuseeland 162 (29.5) |
|                       |       | Bangladesch gewinnt mit 43 Runs (D/L method) |   |                       |

### Zweites ODI in Dhaka
| 31. Oktober Scorecard | Dhaka | Bangladesch 247 (49)            | – | Neuseeland 207 (46.4) |
|                       |       | Bangladesch gewinnt mit 40 Runs |   |                       |

### Drittes ODI in Fatullah
| 3. November Scorecard | Fatullah | Neuseeland 307-5 (50)             | – | Bangladesch 309-6 (49.2) |
|                       |          | Bangladesch gewinnt mit 4 Wickets |   |                          |

## Twenty20 International in Dhaka
| 6. November Scorecard | Dhaka | Neuseeland 204-5 (20)          | – | Bangladesch 189-9 (20) |
|                       |       | Neuseeland gewinnt mit 15 Runs |   |                        |

## Statistiken
Die folgenden Cricketstatistiken wurden bei dieser Tour erzielt.
| Tests           | Tests       | Tests   | Tests   | Tests   | Tests   | Tests   | Tests   | Tests   |
| Batting         | Batting     | Batting | Batting | Batting | Batting | Batting | Batting | Batting |
| Spieler         | Mannschaft  | Spiele  | Innings | Runs    | Average | HS      | 100s    | 50s     |
| --------------- | ----------- | ------- | ------- | ------- | ------- | ------- | ------- | ------- |
| Mominul Haque   | Bangladesch | 2       | 4       | 376     | 188,00  | 181     | 2       | 0       |
| Kane Williamson | Neuseeland  | 2       | 3       | 250     | 83,33   | 114     | 1       | 2       |
| Tamim Iqbal     | Bangladesch | 2       | 4       | 211     | 52,75   | 95      | 0       | 2       |
| BJ Watling      | Neuseeland  | 2       | 3       | 173     | 86,50   | 103     | 1       | 1       |
| Peter Fulton    | Neuseeland  | 2       | 3       | 146     | 48,66   | 73      | 0       | 2       |
| Bowling         |             |         |         |         |         |         |         |         |
| Spieler         | Mannschaft  | Spiele  | Overs   | Wickets | Average | BBI     | 5W      | 10W     |
| Sohag Gazi      | Bangladesch | 2       | 92      | 8       | 29,12   | 6/77    | 1       | 0       |
| Neil Wagner     | Neuseeland  | 1       | 37      | 7       | 16,57   | 5/64    | 1       | 0       |
| Shakib Al Hasan | Bangladesch | 2       | 76      | 7       | 30,14   | 5/103   | 1       | 0       |
| Ish Sodhi       | Neuseeland  | 2       | 72      | 6       | 44,16   | 3/59    | 0       | 0       |
| Abdur Razzak    | Bangladesch | 2       | 110     | 5       | 71,80   | 3/147   | 0       | 0       |

| ODIs                 | ODIs        | ODIs    | ODIs    | ODIs    | ODIs    | ODIs    | ODIs    | ODIs    |
| Batting              | Batting     | Batting | Batting | Batting | Batting | Batting | Batting | Batting |
| Spieler              | Mannschaft  | Spiele  | Innings | Runs    | Average | HS      | 100s    | 50s     |
| -------------------- | ----------- | ------- | ------- | ------- | ------- | ------- | ------- | ------- |
| Naeem Islam          | Bangladesch | 3       | 3       | 163     | 54,33   | 84      | 0       | 2       |
| Ross Taylor          | Neuseeland  | 3       | 3       | 160     | 84,65   | 107*    | 1       | 0       |
| Mushfiqur Rahim      | Bangladesch | 3       | 3       | 123     | 94,61   | 90      | 0       | 1       |
| Shamsur Rahman       | Bangladesch | 2       | 2       | 121     | 75,15   | 96      | 0       | 1       |
| Grant Elliott        | Neuseeland  | 3       | 3       | 88      | 29,33   | 71      | 0       | 1       |
| Bowling              |             |         |         |         |         |         |         |         |
| Spieler              | Mannschaft  | Spiele  | Overs   | Wickets | Average | BBI     | 5W      | 10W     |
| James Neesham        | Neuseeland  | 2       | 19      | 8       | 11,87   | 4/42    | 0       | 0       |
| Rubel Hossain        | Bangladesch | 3       | 20.5    | 7       | 15,85   | 6/26    | 1       | 0       |
| Corey Anderson       | Neuseeland  | 3       | 27.5    | 7       | 20,28   | 4/40    | 0       | 0       |
| Sohag Gazi           | Bangladesch | 3       | 26      | 5       | 27,40   | 3/34    | 0       | 0       |
| Tim Southee          | Neuseeland  | 2       | 20      | 3       | 26,33   | 3/34    | 0       | 0       |
| Mohammad Mahmudullah | Bangladesch | 3       | 17      | 3       | 29,00   | 2/36    | 0       | 0       |
| Mashrafe Mortaza     | Bangladesch | 3       | 22.4    | 3       | 45,33   | 3/43    | 0       | 0       |
| Abdur Razzak         | Bangladesch | 3       | 25      | 3       | 45,66   | 1/35    | 0       | 0       |

| Twenty20             | Twenty20    | Twenty20 | Twenty20 | Twenty20 | Twenty20 | Twenty20 | Twenty20 | Twenty20 |
| Batting              | Batting     | Batting  | Batting  | Batting  | Batting  | Batting  | Batting  | Batting  |
| Spieler              | Mannschaft  | Spiele   | Innings  | Runs     | Average  | HS       | 100s     | 50s      |
| -------------------- | ----------- | -------- | -------- | -------- | -------- | -------- | -------- | -------- |
| Colin Munro          | Neuseeland  | 1        | 1        | 73       |          | 73*      | 0        | 1        |
| Anton Devcich        | Neuseeland  | 1        | 1        | 59       | 59,00    | 59       | 0        | 1        |
| Mushfiqur Rahim      | Bangladesch | 1        | 1        | 50       | 50,00    | 50       | 0        | 1        |
| Mohammad Mahmudullah | Bangladesch | 1        | 1        | 34       | 34,00    | 34       | 0        | 0        |
| Nasir Hossain        | Bangladesch | 1        | 1        | 28       | 28,00    | 28       | 0        | 0        |
| Ross Taylor          | Neuseeland  | 1        | 1        | 28       | 28,00    | 28       | 0        | 0        |
| Bowling              |             |          |          |          |          |          |          |          |
| Spieler              | Mannschaft  | Spiele   | Overs    | Wickets  | Average  | BBI      | 5W       | 10W      |
| Tim Southee          | Neuseeland  | 1        | 4        | 3        | 12,66    | 3/38     | 0        | 0        |
| Corey Anderson       | Neuseeland  | 1        | 4        | 2        | 10,50    | 2/21     | 0        | 0        |
| Al-Amin Hossain      | Bangladesch | 1        | 4        | 2        | 15,50    | 2/31     | 0        | 0        |
| Nathan McCullum      | Neuseeland  | 1        | 2        | 1        | 18,00    | 1/18     | 0        | 0        |
| Abdur Razzak         | Bangladesch | 1        | 2        | 1        | 19,00    | 1/19     | 0        | 0        |
| Ziaur Rahman         | Bangladesch | 1        | 2        | 1        | 26,00    | 1/26     | 0        | 0        |
| Sohag Gazi           | Bangladesch | 1        | 3        | 1        | 30,00    | 1/30     | 0        | 0        |

## Player of the Series
Als Player of the Series wurden die folgenden Spieler ausgezeichnet.
| Serie | Player of the Series |
| ----- | -------------------- |
| Test  | Mominul Haque        |
| ODI   | Mushfiqur Rahim      |

### Player of the Match
Als Player of the Match wurden die folgenden Spieler ausgezeichnet.
| Spiel   | Player of the Match |
| ------- | ------------------- |
| 1. Test | Sohag Gazi          |
| 2. Test | Mominul Haque       |
| 1. ODI  | Rubel Hossain       |
| 2. ODI  | Sohag Gazi          |
| 3. ODI  | Shamsur Rahman      |
| 1. T20  | Colin Munro         |